# Regne de l'Epir

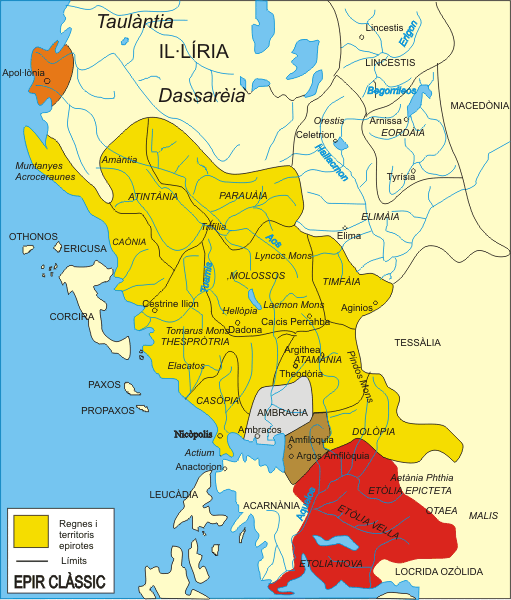
Regnes de l'Epir

Epir (en grec antic: Ἤπειρος) era un regne hel·lènic que va existir al nord-oest de Grècia des del temps de la Guerra de Troia fins a la conquesta romana del 159 aC. Es localitza a la regió històrica de l'Epir.
Els epirotes estaven dividits en tribus, cadascuna amb un rei. La més important era inicialment la dels tesprotis, però després, cap al segle v aC, la va substituir la dels caons. En temps de la invasió persa de Grècia per Xerxes I, el rei de la tribu dels molossos era Admetos, a qui va visitar Temístocles per demanar-li ajut. Els seus successors no es coneixen fins a Taripes (Tharyps), net o besnet d'Admetos, que era menor d'edat quan va esclatar la Guerra del Peloponès i es va educar a Atenes.
La capital del regne era la petita Passaron. En aquests anys, es va abolir el govern monàrquic dels caons i dels tesprotis. Els caons abans de la guerra, els tesprotis durant aquesta. Els caons van elegir un magistrat en cap, que triaven, però, de dins d'una família concreta. Després de la guerra, es va incrementar el poder dels molossos, i arribà a ser important amb Alexandre I de l'Epir (342-326 aC), conegut per Alexandre Molós, que es va convertir en cunyat de Filip II de Macedònia en casar-s'hi la seva germana Olímpia. Va aconseguir dominar quasi totes les tribus epirotes i va agafar el títol de rei de l'Epir. A la seva mort, el va succeir Neoptòlem III, amb una breu presa del poder del rei Arimbes, antecessor d'Alexandre, i el va seguir Aecides (322-317 aC), i a aquest Àlcetes II (313-307 aC), antecessor del famós Pirros de l'Epir, que va assolir-hi el màxim poder, va traslladar la capital a Ambràcia, que havia annexionat, i va arribar a dominar Macedònia. El 272 aC, el va succeir el seu fill Alexandre II i el van seguir els seus dos fills Pirros II i Ptolemeu sota regència de la reina Olímpia. La dinastia es va extingir a la mort del segon fill i de Pirros III, cap a l'any 233 aC, i s'hi va proclamar la República.

## Llista de reis
- Neoptòlem, fill d'Aquil·les, era el llegendari rei que va dirigir els epirotes en la Guerra de Troia i va matar Príam.
- Helen, conseller de l'anterior.
- Molós, fill de Neoptòlem.

...
- Mostis (segle vi aC).

...
- Admetos 469 aC-fins potser el 450 aC.

...
- Tàrips circa 423 aC-circa 395 aC.
- Àlcetes I des de potser el 395 aC-fins potser el 370 aC.
- Neoptòlem I des del 370 aC-fins al 360 aC.
- Arimbes (Aecides) circa el 360 aC-342 aC.
- Alexandre I 342 aC-326 aC.
- Neoptòlem II 326 aC-323 aC.
- Arimbes (Aecides) (segona vegada) 323 aC-322 aC.
- Aecides 322 aC-317 aC.
- Neoptòlem II (segona vegada) 317 aC-313 aC.
- Aecides (segona vegada) 313 aC.
- Àlcetes II 313 aC-307 aC.
- Pirros I 307 aC-302 aC.
- Neoptòlem II (tercera vegada) 302 aC-297 aC.
- Pirros I (segona vegada) 297 aC-272 aC.
- Alexandre II 272-aC-fins potser el 242 aC.
- Pirros II des de circa 242 aC-al 238 aC.
- Ptolemeu potser des del 242 aC-al 235 aC.
- Olímpies (reina), regent cap a l'any 262 aC- fins al 235 aC.
- Didàmia (reina) des de potser el 235 aC- fins potser el 233 aC.
- Pirros III 235 aC- fins al 234 aC.
- Lliga de l'Epir 235 aC-165 aC.
- Carops el jove (tirà) 165 aC-159 aC.
- a Roma, 159 aC i a l'Imperi Romà d'Orient el 395.
- al Primer Imperi Búlgar, 988-1014.
- a l'Imperi Romà d'Orient, 1104-1204.[1]